# Vällingby brandstation

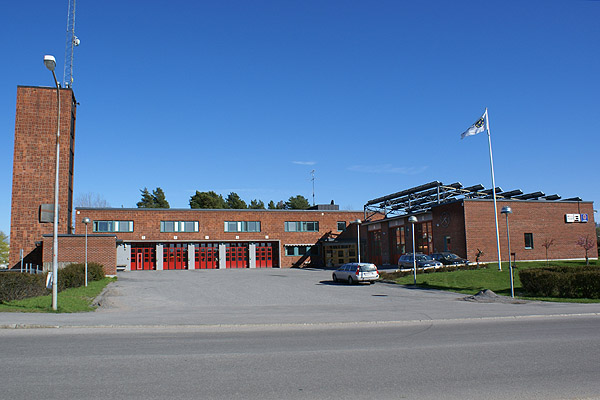
Vällingby brandstation 2010

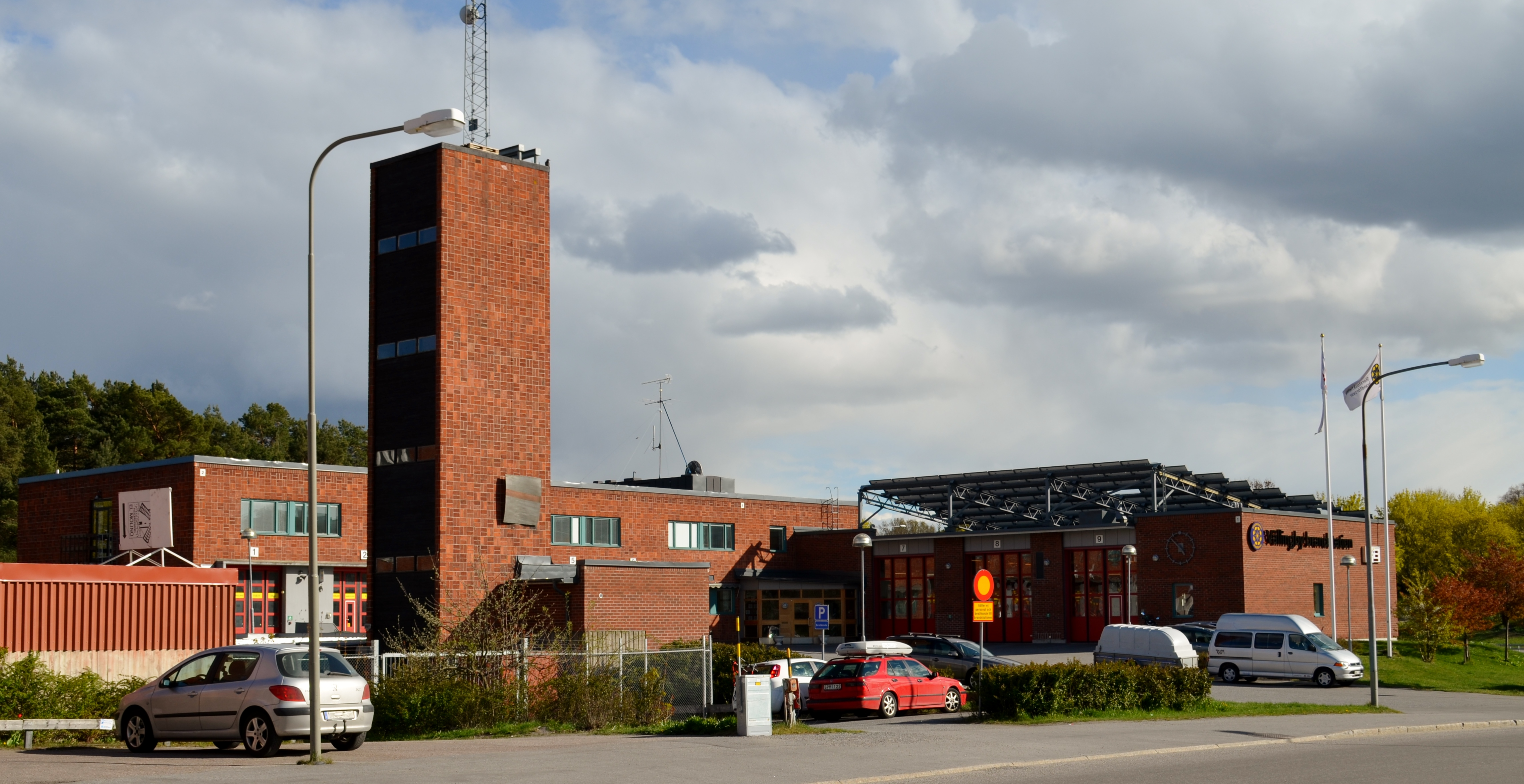
Vällingby brandstation 2014

Vällingby brandstation är belägen på Krossgatan 4–8 i Vinsta industriområde i västra Stockholm. Stationen togs i bruk den 15 december 1964 och invigdes 22 januari 1965. Arkitekt var Mårten J. Larsson.
Vaktdistriktet sträcker sig från Abrahamsberg i söder upp till Lövsta i norr samt norrut mot Mälarbanan och Hjulsta. Brandmännen på Vällingby brandstation är specialtränade på taksprängning och rapellering (höghöjdsklättring).